# Bourneville
Bourneville település Franciaországban, Eure megyében. Lakosainak száma 1021 fő (2018. január 1.). Bourneville Sainte-Croix-sur-Aizier és Tocqueville községekkel határos.

## Népesség
A település népességének változása:
| Lakosok száma | 505  | 461  | 591  | 691  | 736  | 854  | 975  | 1292 | 1004 | 1021 |
|               | 1962 | 1968 | 1975 | 1990 | 1999 | 2008 | 2013 | 2016 | 2017 | 2018 |